# BEST 〜2000-2020〜
『BEST 〜2000-2020〜』（ベスト・トゥーサウザンド・トゥエンティートゥエンティー）は、日本の女性歌手、倖田來未の4枚目のベスト・アルバム。2021年12月6日にrhythm zoneより発売された。

## 解説
ベスト・アルバムのリリースとしては、『BEST 〜third universe〜 & 8th AL "UNIVERSE"』以来およそ11年ぶりでのリリースでもあり、アルバム自体を含めるとミニ・アルバム『angeL + monsteR［MY NAME IS...］』(「angeL［MY NAME IS...］」・「monsteR［MY NAME IS...］」) 以来となる。
デビュー20周年の締めくくりとして12月6日（デビュー日）に発売される、自身初のオールタイム・ベスト。これまでのベスト盤は『BEST 〜first things〜』(2000-2005)と、『BEST 〜second session〜』(2006)、『BEST 〜third universe〜』(2006-2009)と続編毎に収録していたが、このアルバムはデビュー曲「TAKE BACK」から2020年の「XXKK」までにリリースされたシングル（配信限定含む）の中から選曲をしている（ファンクラブ限定には全シングルが完全収録）。なお、38thシングル「LAST ANGEL」及び40thシングル『MOON』収録曲の「That Ain't Cool feat.Fergie」と、2021年に発表された「We'll Be OK」「Doo-Bee-Doo-Bop」「to be free」、本アルバムと並行してリリースされた「4 MORE」と「100のコドク達へ」（後述）はいずれも収録曲の対象外となった。
今作よりCD単体でのリリースは一切行わず3CD+DVD盤と、ファンクラブ・mu-moショップ限定の8CD+3Blu-ray盤からなる2形態で販売。DVD及びBlu-rayには、シングルのミュージック・ビデオが収められる（ファンクラブ・mu-moショップ限定には全シングル収録）。
9月29日にファンクラブ・mu-moショップ限定盤の収録曲 (順不可/50音順) が公開された（カップリングなどは対象外）。
ジャケット・アートワークは、2006年ベスト盤及び、2010年ベスト盤と同様のシチュエーションで撮影された、20周年を締めくくるベストアルバムにふさわしいジャケットビジュアルとなっている。
リリースに先駆け3ヶ月連続で、2004年発表のシングル『LOVE & HONEY』収録の「キューティーハニー」の再録バージョン「キューティーハニー BEST 〜2000-2020〜 ver.」(10月25日)、新曲「4 MORE」(11月15日) 及び、本アルバムと同日にリリースされた「100のコドク達へ」がそれぞれ配信された。

## 収録曲

### 3CD+DVD盤

#### CD

##### DISC 01
1. TAKE BACK
1stシングル
2. Trust Your Love
2ndシングル
3. love across the ocean
5thシングル
4. real Emotion
7thシングル
5. Crazy 4 U
10thシングル
6. キューティーハニー
11thシングル「LOVE & HONEY」収録曲
7. hands
14thシングル
8. Butterfly
16thシングル
9. you
19thシングル
10. D.D.D.feat.SOULHEAD
21stシングル
11. WIND
29thシングル
12. Someday
30thシングル

##### DISC 02
1. 恋のつぼみ
31stシングル
2. 人魚姫
32ndシングル「4 hot wave」収録曲
3. 夢のうた
33rdシングル
4. 愛のうた
37thシングル
5. anytime
39thシングル
6. Moon Crying
40thシングル「MOON」収録曲
7. Once Again
40thシングル「MOON」収録曲
8. TABOO
41stシングル
9. It's all Love! (倖田來未×misono)
43rdシングル
10. Lollipop
47thシングル「Gossip Candy」収録曲
11. 好きで、好きで、好きで。
48thシングル
12. Poppin' love cocktail feat.TEEDA
50thシングル「4 TIMES」収録曲
13. Dance In The Rain
58thシングル (ファンクラブ限定) 及び、1stデジタルシングル

##### DISC 03
1. LIT
60thシングル (ファンクラブ・mu-mo shop限定)
2. Eh Yo
2ndデジタルシングル
3. DO ME
4thデジタルシングル
4. プチョヘンザッ!!!
6thデジタルシングル
5. OMG
7thデジタルシングル
6. again
10thデジタルシングル
7. puff
11thデジタルシングル
8. XXKK
13thデジタルシングル

BONUS TRACKS
1. キューティーハニー -BEST 〜2000-2020〜 ver.-
11thシングル「LOVE & HONEY」収録曲の再録バージョン
17thデジタルシングル、アルバム初収録。
2. hands -BEST ～2000-2020～ ver.-
14thシングルの再録バージョン、初収録。
3. D.D.D. -BEST ～2000-2020～ ver.-
21stシングルの再録バージョン、初収録。
4. LIT -BEST ～2000-2020～ ver.-
60thシングル（ファンクラブ限定）の再録バージョン、初収録。
5. WALK OF MY LIFE -BEST ～2000-2020～ ver.-
12thアルバム「WALK OF MY LIFE」収録曲の再録バージョン、初収録。

#### DVD -Music Video-
1. TAKE BACK
2. Trust Your Love
3. love across the ocean
4. real Emotion
5. Crazy 4 U
6. キューティーハニー
7. hands
8. Butterfly
9. you
10. D.D.D. feat.SOULHEAD
11. WIND
12. Someday
13. 恋のつぼみ
14. 人魚姫
15. 夢のうた
16. 愛のうた
17. anytime
18. Moon Crying
19. TABOO
20. It's all Love!
21. Lollipop
22. 好きで、好きで、好きで。
23. Poppin' love cocktail feat.TEEDA
24. Dance In The Rain
25. LIT
26. again
27. puff
28. XXKK

### 8CD+3Blu-ray (ファンクラブ・mu-moショップ限定) 盤

#### CD

##### DISC 01
1. TAKE BACK
1stシングル
2. Trust Your Love
2ndシングル
3. COLOR OF SOUL
3rdシングル
4. So Into You
4thシングル
5. love across the ocean
5thシングル
6. m・a・z・e
6thシングル
7. real Emotion
7thシングル1曲目
8. 1000の言葉
7thシングル2曲目
9. COME WITH ME
8thシングル
10. Gentle Words
9thシングル
11. Crazy 4 U
10thシングル

##### DISC 02
1. キューティーハニー
11thシングル「LOVE & HONEY」収録曲
2. Chase
12thシングル
3. 奇跡
13thシングル
4. Selfish
DVDシングル「girls〜Selfish〜」収録曲
5. SHAKE IT
DVDシングル「girls〜Selfish〜」収録曲
6. 24
DVDシングル「girls〜Selfish〜」収録曲
7. hands
14thシングル
8. Hot Stuff feat.KM-MARKIT
15thシングル
9. Butterfly
16thシングル
10. flower
17thシングル
11. Promise
18thシングル1曲目
12. Star
18thシングル2曲目

##### DISC 03
1. you
19thシングル
2. Birthday Eve
20thシングル
3. D.D.D.feat.SOULHEAD
21stシングル
4. Shake It Up
22ndシングル
5. Lies
23rdシングル
6. feel
24thシングル
7. Candy feat.Mr.Blistah
25thシングル
8. No Regret
26thシングル
9. 今すぐ欲しい
27thシングル
10. KAMEN feat.石井竜也
28thシングル
11. WIND
29thシングル
12. Someday
30thシングル1曲目
13. Boys♡Girls
30thシングル2曲目
本作で、アルバム初収録。

##### DISC 04
1. 恋のつぼみ
31stシングル
2. JUICY
32ndシングル「4 hot wave」収録曲
3. With your smile
32ndシングル「4 hot wave」収録曲
4. I’ll be there
32ndシングル「4 hot wave」収録曲
5. 人魚姫
32ndシングル「4 hot wave」収録曲
6. 夢のうた
33rdシングル1曲目
7. ふたりで…
33rdシングル2曲目
本作で、アルバム初収録。
8. Cherry Girl
34thシングル1曲目
9. 運命
34thシングル2曲目
10. BUT
35thシングル1曲目
11. 愛証
35thシングル2曲目
12. FREAKY
36thシングル
13. 愛のうた
37thシングル

##### DISC 05
1. anytime
39thシングル
2. Moon Crying
40thシングル「MOON」収録曲
3. Once Again
40thシングル「MOON」収録曲
4. Lady Go!
40thシングル「MOON」収録曲
5. TABOO
41stシングル
6. stay with me
42ndシングル
7. It's all Love! (倖田來未 × misono)
43rdシングル
8. Lick me♥
44thシングル「3 SPLASH」収録曲
9. ECSTASY
44thシングル「3 SPLASH」収録曲
10. 走れ！
44thシングル「3 SPLASH」収録曲
本作で、アルバム初収録。
11. Alive
45thシングル1曲目
12. Physical thing
45thシングル2曲目
13. Can We Go Back
46thシングル

##### DISC 06
1. Lollipop
47thシングル「Gossip Candy」収録曲
2. Inside Fishbowl
47thシングル「Gossip Candy」収録曲
本作で、アルバム初収録。
3. Outside Fishbowl
47thシングル「Gossip Candy」収録曲
本作で、アルバム初収録。
4. For you
47thシングル「Gossip Candy」収録曲
本作で、アルバム初収録。
5. 好きで、好きで、好きで。
48thシングル1曲目
6. あなただけが
48thシングル2曲目
7. POP DIVA
49thシングル
8. Poppin' love cocktail feat.TEEDA
50thシングル「4 TIMES」収録曲
9. IN THE AIR
50thシングル「4 TIMES」収録曲
10. V.I.P.
50thシングル「4 TIMES」収録曲
11. KO-SO-KO-SO
50thシングル「4 TIMES」収録曲
12. 愛を止めないで
51stシングル
13. Love Me Back
52ndシングル
14. Go to the top
53rdシングル
15. 恋しくて
54thシングル

##### DISC 07
1. LALALALALA
55thシングル「Summer Trip」収録曲
2. IS THIS TRAP?
55thシングル「Summer Trip」収録曲
3. TOUCH DOWN
55thシングル「Summer Trip」収録曲
4. Dreaming Now!
56thシングル
5. HOTEL
57thシングル
6. SO FEVER
SANKYO「CR FEVER KODA KUMI LEGEND LIVE」来場者限定にて配布されていた特典CDの収録曲。
一般への収録は、本作が初パッケージ・音源化となった。後に配信限定として2年後の2023年12月7日にリカットとして、リリースされた。
7. 君想い
SANKYO「CR FEVER KODA KUMI LEGEND LIVE」来場者限定にて配布されていた特典CDの収録曲（後に59thシングルのカップリングにて初パッケージ・音源化）
8. NEVER GIVE IT UP
SANKYO「CR FEVER KODA KUMI LEGEND LIVE」来場者限定にて配布されていた特典CDの収録曲。
一般への収録は、本作が初パッケージ・音源化となった。後に配信限定として2年後の2023年12月8日にリカットとして、リリースされた。
9. Dance In The Rain
58thシングル (ファンクラブ限定) 及び1stデジタルシングル
10. Shhh!
59thシングル (ファンクラブ・ライブ会場限定)
11. LIT
60thシングル (ファンクラブ・mu-mo shop限定)
12. HUSH
61stシングル (ファンクラブ・mu-mo shop限定)
13. NEVER ENOUGH
62ndシングル (ファンクラブ・mu-mo shop限定)
14. Eh Yo
2ndデジタルシングル
15. Summer Time
3rdデジタルシングル

##### DISC 08
1. DO ME
4thデジタルシングル
2. GOLDFINGER 2019
5thデジタルシングル
3. プチョヘンザッ!!!
6thデジタルシングル
4. OMG
7thデジタルシングル
5. STRIP
8thデジタルシングル
6. GET NAKED
9thデジタルシングル
7. again
10thデジタルシングル
8. puff
11thデジタルシングル
9. Lucky Star
12thデジタルシングル
10. XXKK
13thデジタルシングル

BONUS TRACKS
1. キューティーハニー -BEST 〜2000-2020〜 ver.-
2. hands -BEST ～2000-2020～ ver.-
3. D.D.D. -BEST ～2000-2020～ ver.-
4. LIT -BEST ～2000-2020～ ver.-
5. WALK OF MY LIFE -BEST ～2000-2020～ ver.-

#### Blu-ray -Music Video-
※ は初映像化、☆ はBlu-ray初収録

##### DISC 01
1. TAKE BACK ☆
2. Trust Your Love ☆
3. COLOR OF SOUL ☆
4. So Into You ☆
5. love across the ocean ☆
6. m・a・z・e ☆
7. real Emotion ☆
8. COME WITH ME ☆
9. Gentle Words ☆
10. Crazy 4 U ☆
11. キューティーハニー ☆
12. Chase ☆
13. 奇跡
14. Selfish ☆
15. hands
16. Hot Stuff feat.KM-MARKIT ☆
17. Butterfly ☆
18. Promise
19. Star ☆
20. you
21. Birthday Eve ☆
22. D.D.D. feat.SOULHEAD ☆
23. Shake It Up ☆
24. Lies ☆
25. feel ☆
26. Candy feat.Mr.Blistah ☆
27. No Regret ☆
28. 今すぐ欲しい ☆
29. KAMEN feat.石井竜也 ☆
30. WIND ☆
31. Someday ☆

##### DISC 02
1. 恋のつぼみ ☆
2. JUICY
3. With your smile
4. I'll be there
5. 人魚姫
6. 夢のうた
7. ふたりで… ☆
8. Cherry Girl ☆
9. 運命
10. BUT ☆
11. 愛証
12. FREAKY
13. 愛のうた
14. anytime ☆
15. Moon Crying
16. TABOO ☆
17. stay with me ☆
18. It's all Love! ☆
19. Lick me♥
20. ECSTASY ☆
21. 走れ!
22. Alive ☆
23. Physical thing ☆
24. Can We Go Back ☆
25. Lollipop
26. Inside Fishbowl ☆
27. Outside Fishbowl ☆
28. 好きで、好きで、好きで。
29. あなただけが

##### DISC 03
1. POP DIVA ☆
2. Poppin' love cocktail feat.TEEDA
3. IN THE AIR ☆
4. V.I.P.
5. KO-SO-KO-SO ☆
6. 愛を止めないで
7. Love Me Back ☆
8. Go to the top
9. 恋しくて
10. LALALALALA
11. TOUCH DOWN
12. Dreaming Now!
13. HOTEL
14. SO FEVER ※
15. 君想い ※
16. NEVER GIVE IT UP ※
17. Dance In The Rain
18. LIT
19. HUSH
20. NEVER ENOUGH ☆
このバージョンは初パッケージ化。
21. GOLDFINGER 2019
22. GET NAKED ☆
23. again
24. puff
25. XXKK